# Camp de Thil
Pour les articles homonymes, voir Thil.
Le camp de Thil était un camp de travail installé par l'occupant nazi sur le territoire de la commune française de Thil, durant la Seconde Guerre mondiale. Il s'agissait d'un kommando du camp de Natzweiler.
Situé dans le département de Meurthe-et-Moselle, à proximité de la ville de Villerupt, c'est le seul camp de concentration installé par les nazis en territoire français non annexé.

## Historique
Sa présence est attestée par un rapport de mars 1951 provenant des archives d'Arolsen (service international de la Croix-Rouge).
Le camp de Thil-Longwy, nom de code Erz (minerai), commence à fonctionner avec l'arrivée, le 20 juin 1944, de 500 Juifs en provenance d'Auschwitz. Ils sont renforcés, le 7 juillet 1944, par un convoi de 300 Juifs en provenance de Neuengamme
Les raisons l'implantation de ce camp dans le nord de la Meurthe-et-Moselle s'expliquent notamment par la présence dans la région de nombreuses mines de fer.
Après le bombardement de Peenemünde, principal centre de fabrication des missiles V1 et fusées V2, est décidée comme à Dora la construction d'une usine souterraine devant servir d'unité de fabrication de V1. Le site de Thil est choisi en raison de la présence sur son territoire de la mine de Tiercelet, d'une superficie de 250 000 m2.
Quelques V1 sont produits avant que le camp ne soit évacué en septembre, en raison de l'approche des troupes alliées.
Une partie des déportés est transférée vers Kochendorf, un autre camp annexe de Natzweiler.
Après la guerre, les habitants de Thil ont décidé d'édifier, par souscription, une crypte renfermant le four crématoire. Ce monument fut inauguré le 17 novembre 1946 en présence de nombreuses personnalités, parmi lesquelles le député Louis Marin, le président fondateur de la FNDIRP, le colonel Henri Manhès et les représentants du général de Gaulle et du chef du gouvernement, Georges Bidault.

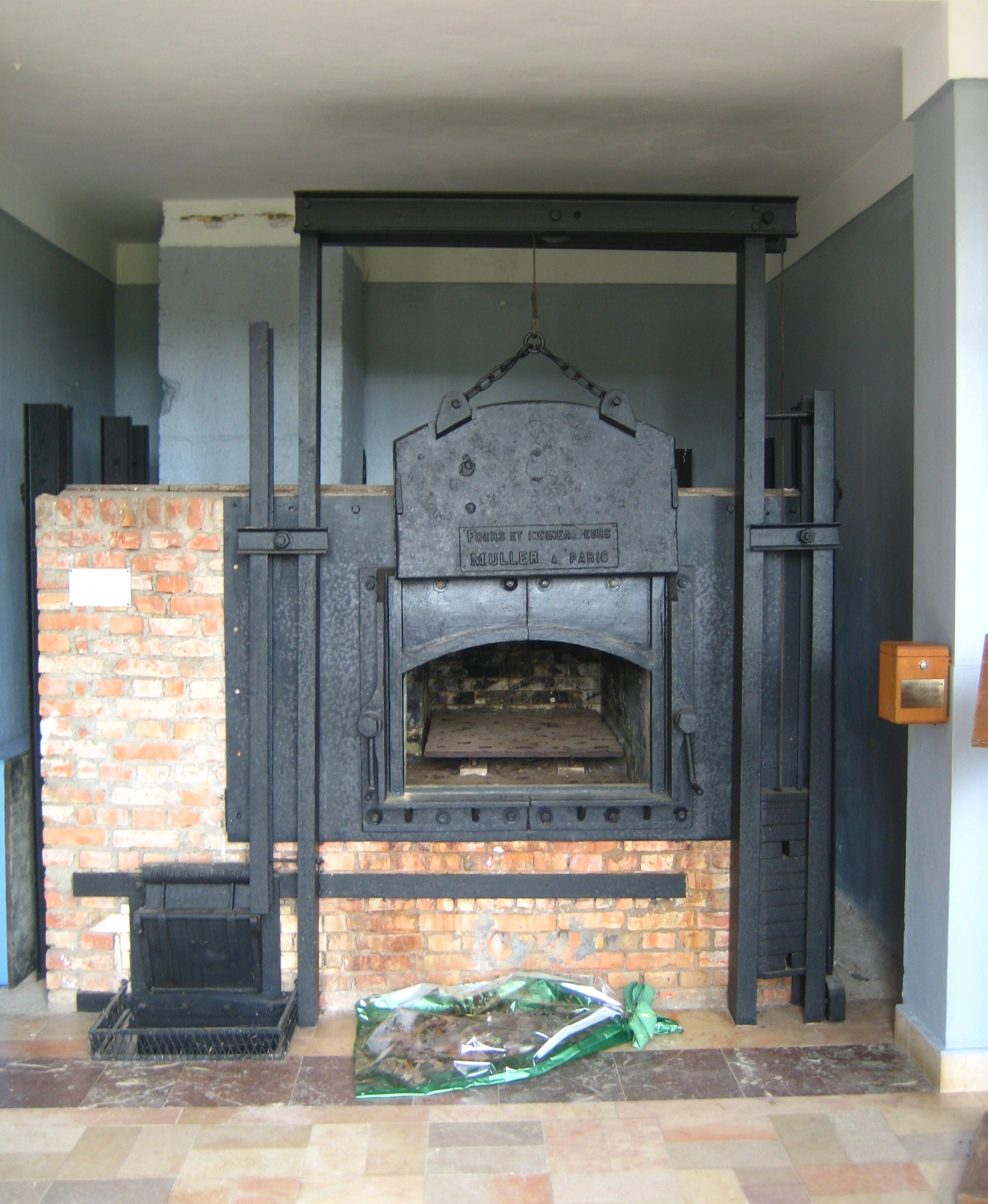
Four crématoire du Camp de Thil
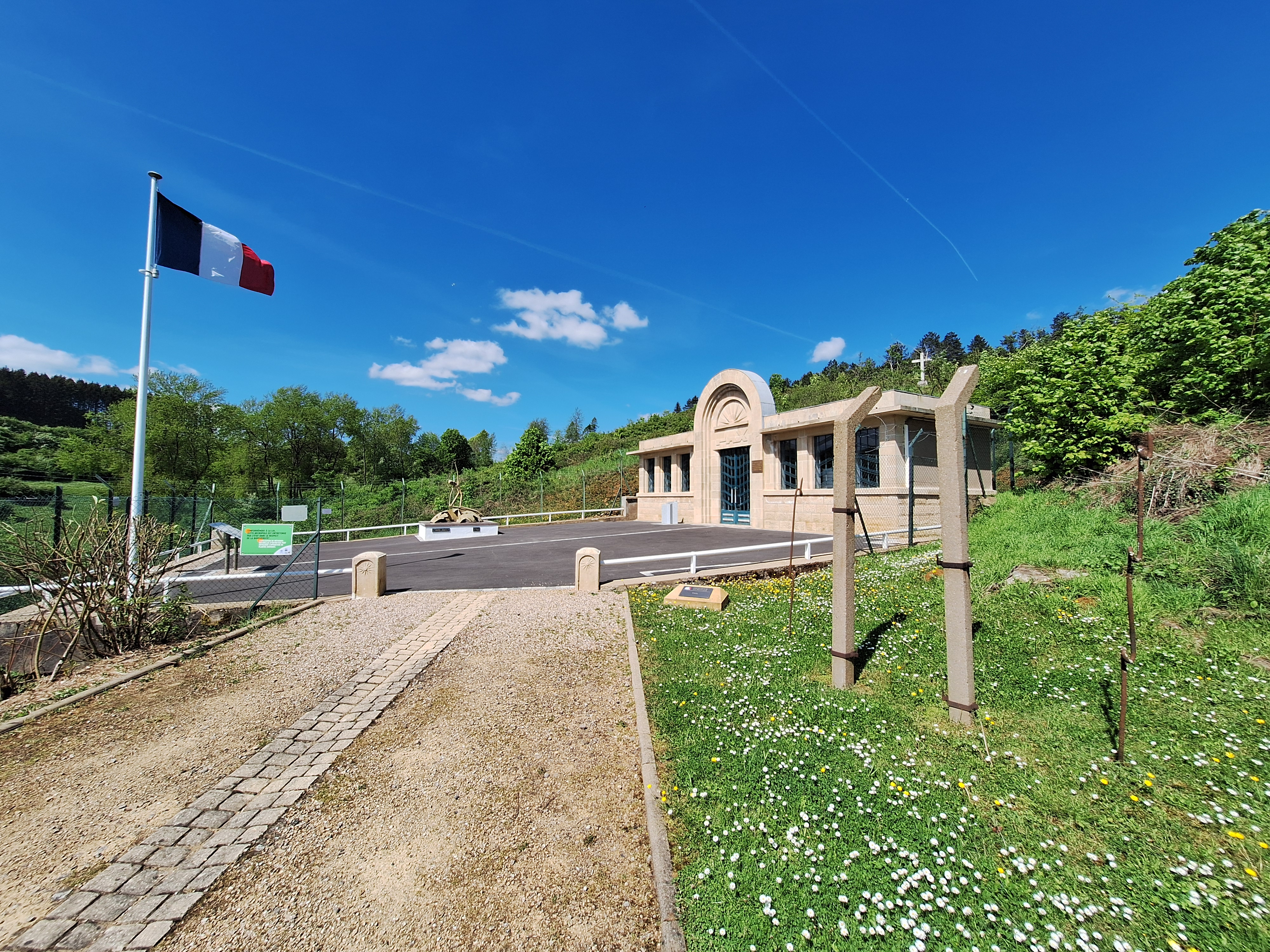
Camp de Thil
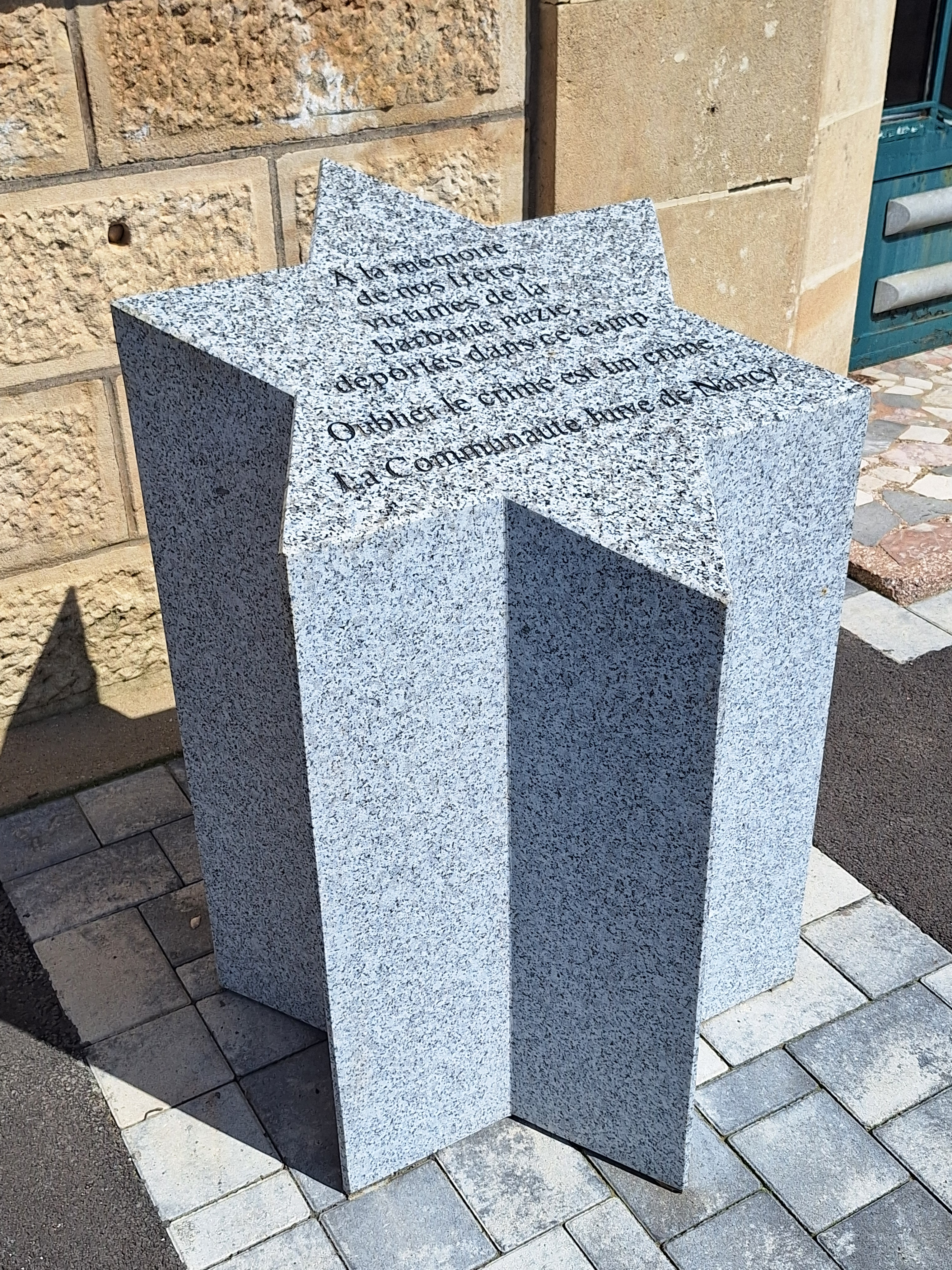
Thil stèle
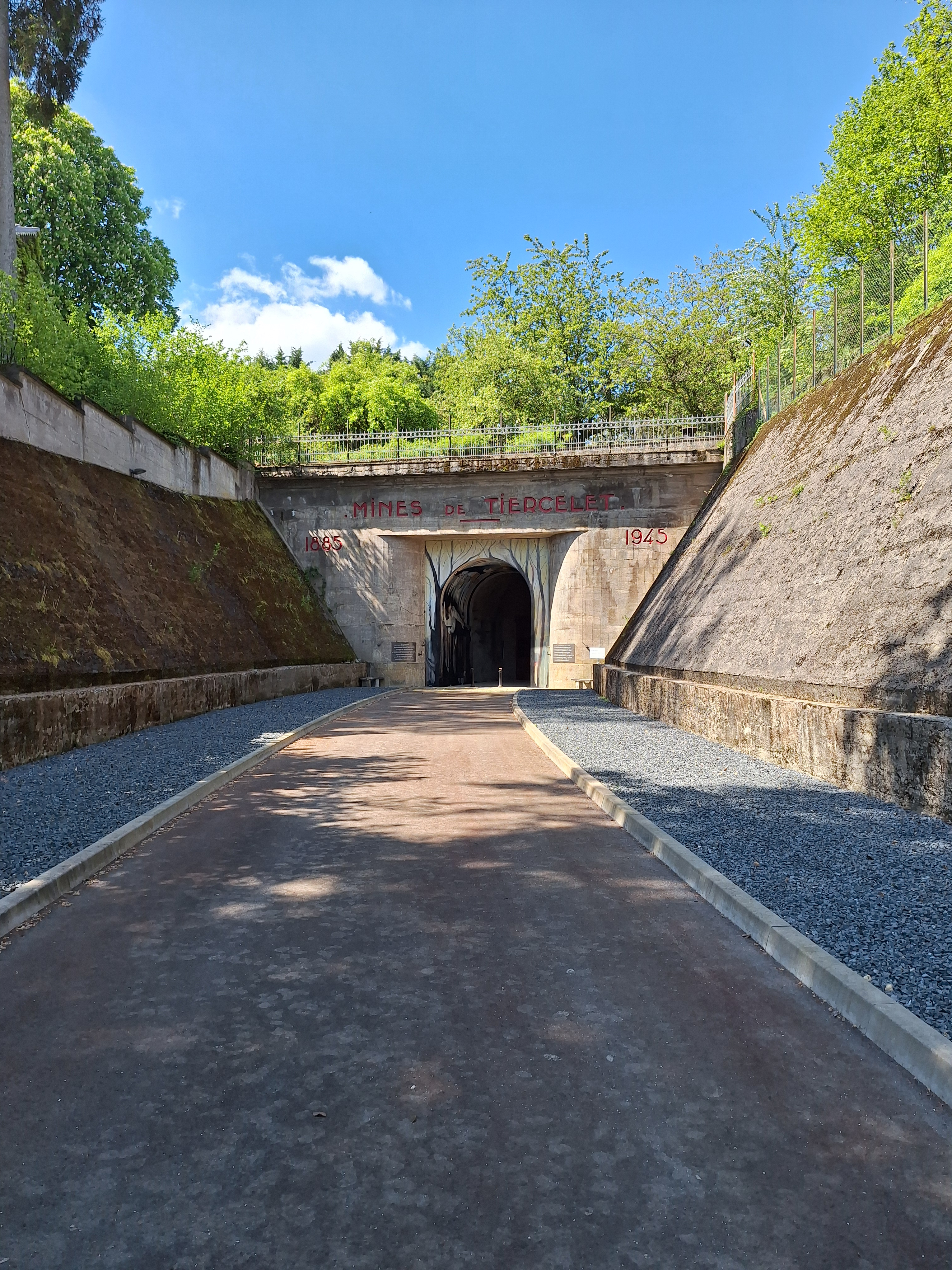
Thil entrée de mine
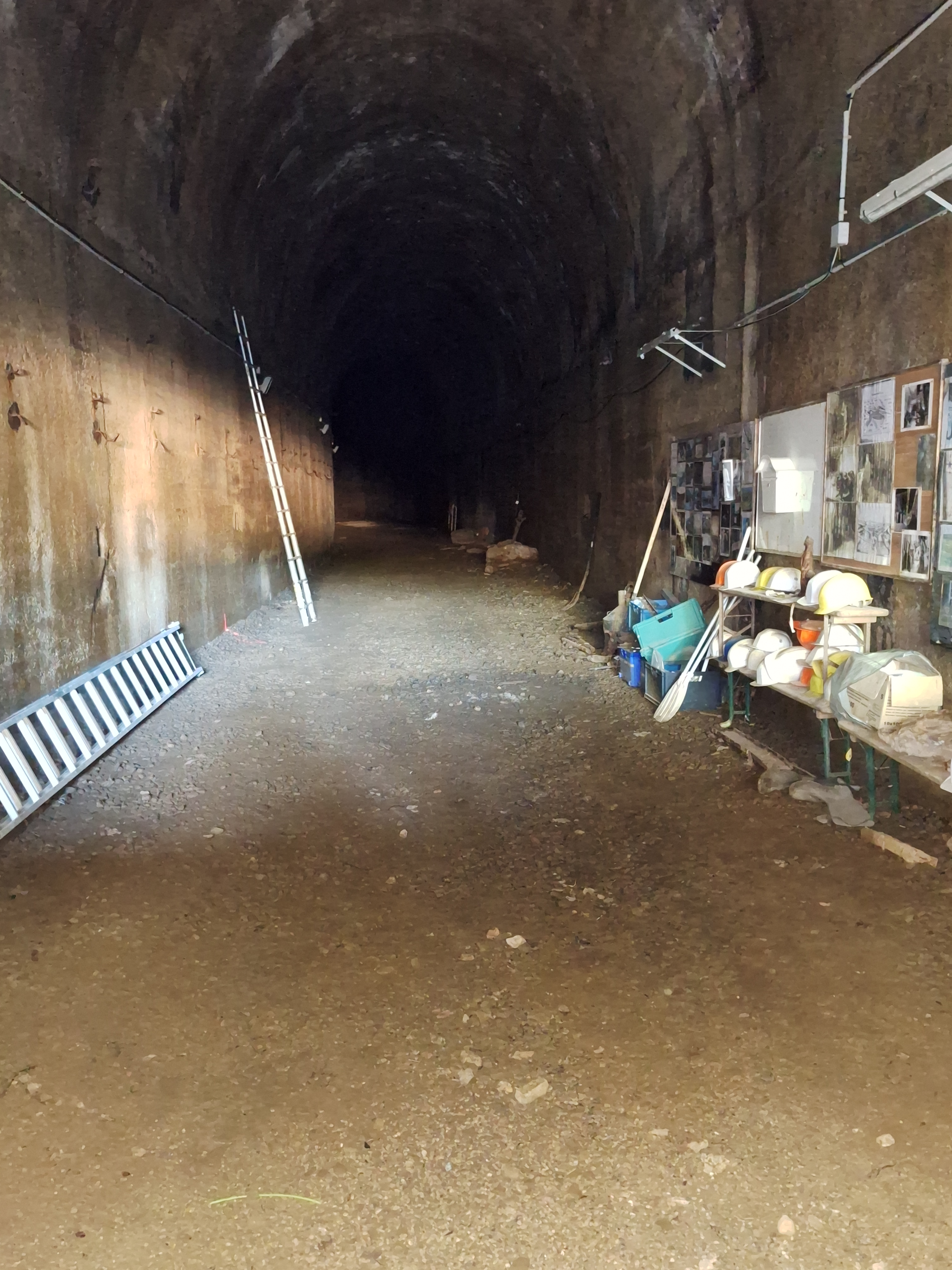
galerie principale
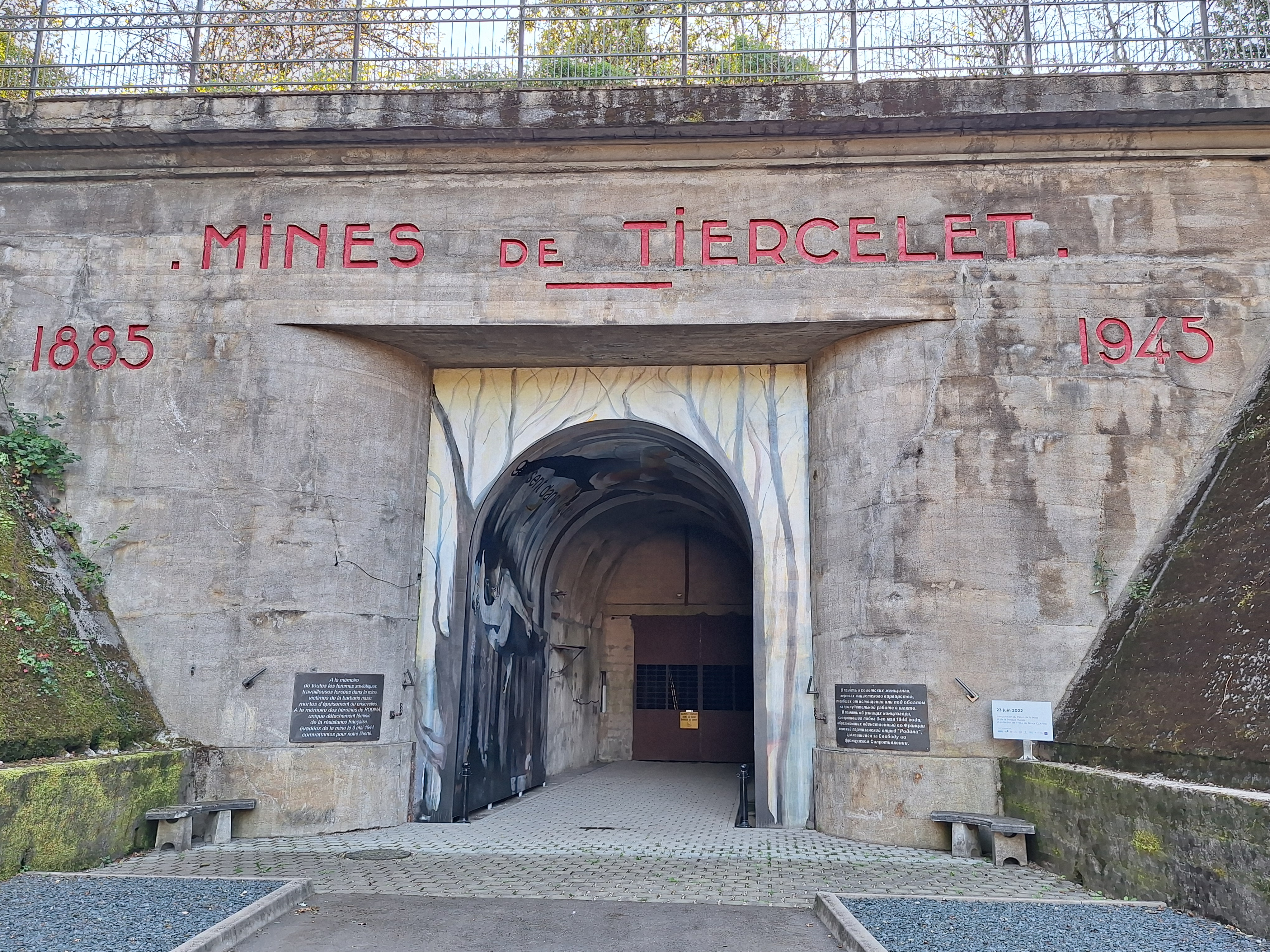
Thil entrée principale de mine
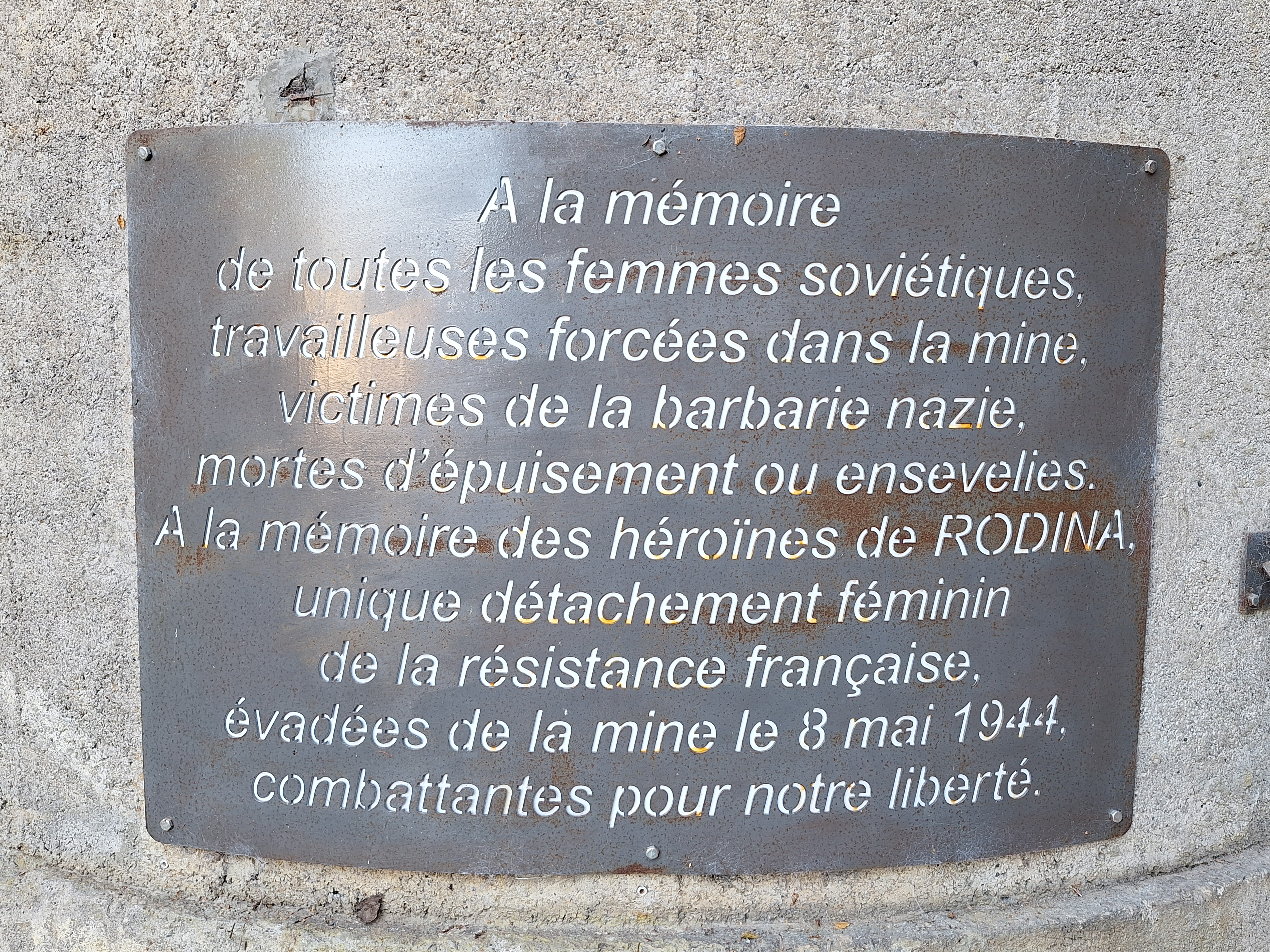
plaque commémorative